# Мамедов, Ибрагим Гариб оглы
Ибрагим Гариб оглы Мамедов (азерб. İbrahim Qərib oğlu Məmmədov; род. 16 октября 1970 года в селе Баш-Гёйнюк, Шекинского района Азербайджанской ССР) — азербайджанский химик, доктор химических наук, профессор и заведующий кафедрой «Химия нефти и химическая технология» Бакинского государственного университета.

## Биография и карьера
Ибрагим Мамедов родился 16 октября 1970 года в селе Баш-Гейнюк, Шекинского района. В 1988 году с отличием окончил среднюю школу № 2 села Баш-Гейнюк.
Служил в армии в 1988-1990 гг. В 1992 году поступил на химический факультет Бакинского государственного университета, в 1997 году окончил с отличием. В том же году был научным сотрудником в химического факультета БГУ. В 2004 году защитил диссертацию и получил степень доктора философии по химии.
С 1997 по 2007 год работал научным сотрудником, с 2008 года - доцентом, с 2015 года - профессором. Он является автором книг «Современные методы в спектроскопии ядерного магнитного резонанса» (Баку-2006, 114 с.), «Практикум по нефтехимии и нефтехимическому синтезу» (Баку-2007, 2018, 360 с.), «Общая химическая технология» (Баку-2011, 308 с.), «Химическая переработка углеводородного сырья» (Баку-2012, 360 с.), "Технологические операции аппаратов в химической инженерии" (Баку-2025, 204 с.), а также монографии «Dynamic NMR spectroscopy» (Moscow-2018, 226 p.).
В 2011 году защитил докторскую диссертацию и получил докторскую степень по химии. Его основные научные интересы — спектроскопия ядерного магнитного резонанса (ЯМР), химия гетероциклических соединений, нефтехимия и биотопливо. 
Он является автором более 450 научных работ, в том числе 10 патентов. Его работы были представлены на международных и национальных научных конференций, опубликовано в таких журналах как "Molecules", "Journal of Molecular Liquids", "ChemistrySelect", "Mendeleev Communications", "Magnetic Resonance in Chemistry", "Applied Magnetic Resonance", "Central European Journal of Chemistry", "Russian Journal of Physical Chemistry", "Russian Chemical Reviews", "Journal of The Chinese Chemical Society", "Russian Journal of Organic Chemistry", "Russian Journal of Petroleum Chemistry" и т.д.
Является членом совета химического факультета, председателем диссертационного совета, с 1 июля 2019 года - заведующим кафедрой «Химия нефти химическая технология» Бакинского государственного университета.
Награды: «Почетная Грамота» Министра Образования Азербайджана (БГУ-95); «Почетная Грамота» ректора (БГУ-90); «100-летие Бакинского государственного университета (1919-2019)»  Юбилейная Медаль Азербайджанской Республики (БГУ-100).